# Manoir de Munkkiniemi
Le manoir de Munkkiniemi (finnois : Munkkiniemen kartano) est un bâtiment situé dans le quartier Munkkiniemi d'Helsinki en Finlande. 

## Histoire
L'histoire du manoir débute quand le 27 mars 1629 Gustave II Adolphe de Suède offre de grandes étendues de terre situées à l'ouest d'Helsinki à Gert Skytte.
Ces terres comprennent Munkkiniemi, Tali, Lauttasaari et Heikinniemi (Meilahti). 
Skytte est un noble Balte et il suédise son nom de famille en von Schütz Skytte quand il entre dans la noblesse suédoise.
On n'a pas de certitude sur ce qu'à réussi à construire Skytte.
En 1650, la ville d'Helsinki veut s'étendre à Munkkiniemi, mais Kristina Freijtag, la veuve de Skytte, s'oppose à cette extension et Helsinki ne gagne que Pikku Huopalahti, Tali, Lauttasaari et Heikinniemi.
Heikinniemi est intégré aux terres de Munkkiniemi en 1686 et la ville d'Helsinki achète toute la zone en 1871.
Charles XI de Suède regroupa à la couronne les comtés et autres baronnies. 
Ainsi les terres de Munkkiniemi deviennent possessions de la couronne de Suède en 1683 et le restent jusqu'au milieu du XVIIIe siècle.
La couronne loue les terres au Manoir.
Durant la grande colère de  1712–1722 le manoir de Munkkiniemi est désert.
La famille Mattheiszen originaire des Pays-Bas reprend les activités du Manoir en 1744 et l'achète en 1759. 
Les premières évocation d'un bâtiment principal avec six pièces datent de cette période.
Le manoir a une briqueterie, une scierie et un moulin.
En 1815, on construit la partie centrale du bâtiment principal actuel dans le style Empire.
En 1837, la famille Ramsay achète le manoir.
Le major général Anders Edvard Ramsay est un officier de haut rang de l'armée du tsar qui obtient le titre de baron en 1856. 
Il demande à Carl Ludvig Engel de transformer le bâtiment principal pour qu'il rappelle le Château de Haga de Stockholm.
Les travaux s'achèveront en 1839. 
Dans les années 1830 on entoure le bâtiment principal d'un jardin à l'anglaise. 
Les dépendances cachant la mer sont déplacées.
Le pont vers Meilahti est bâti dans les années 1840.

## Galerie

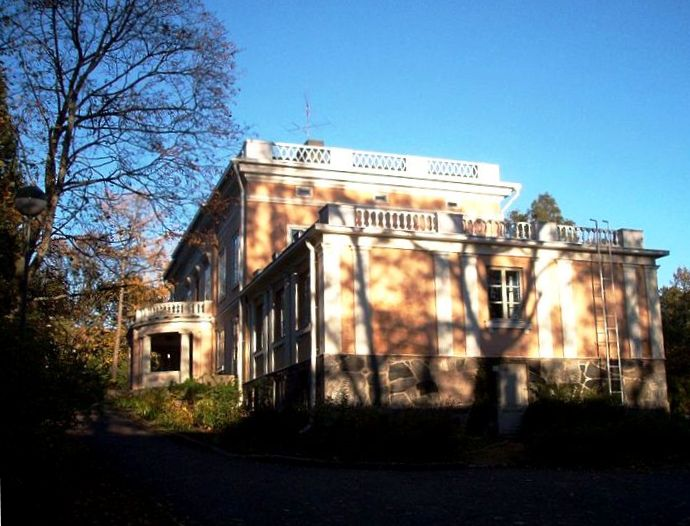
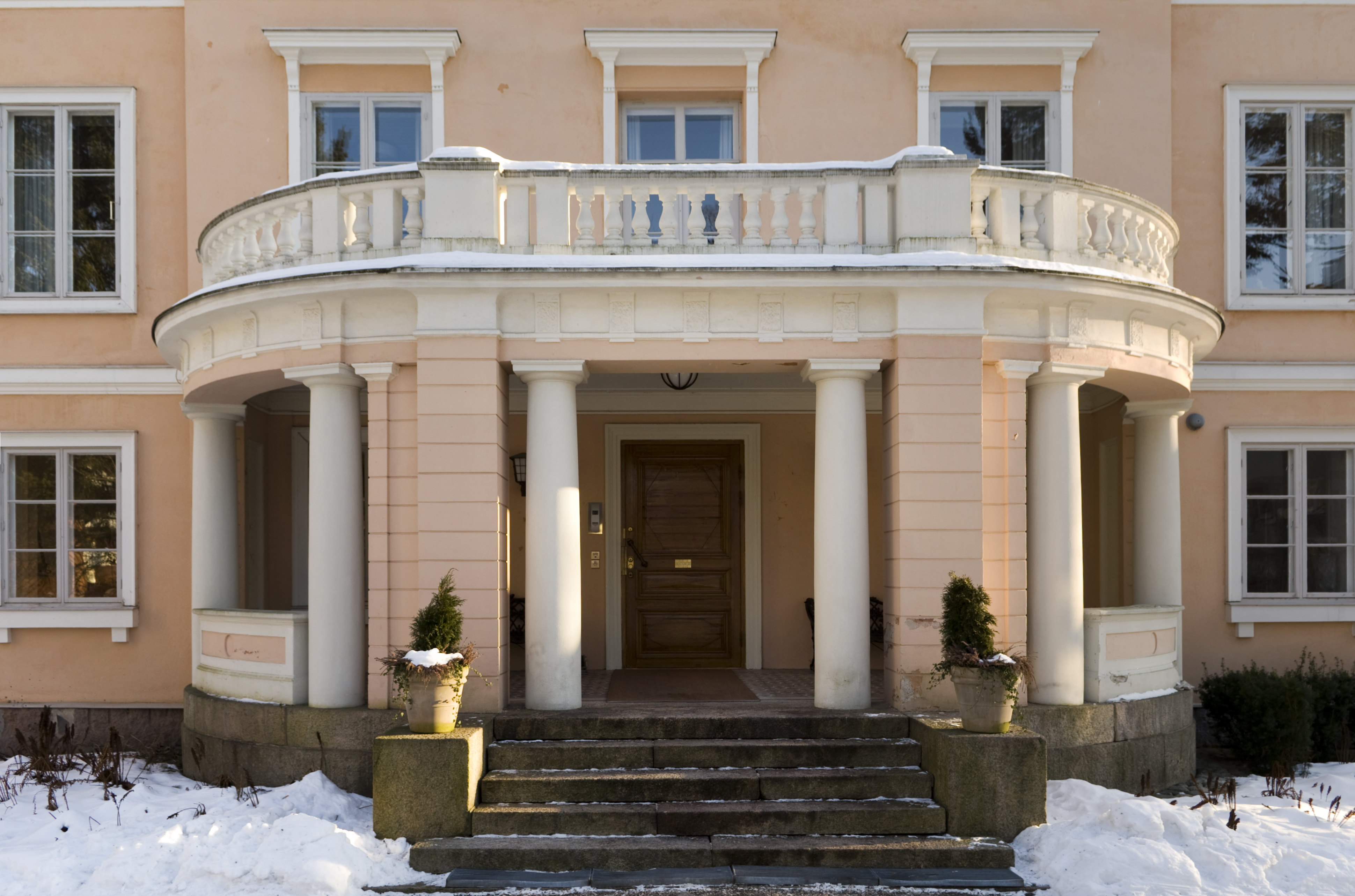
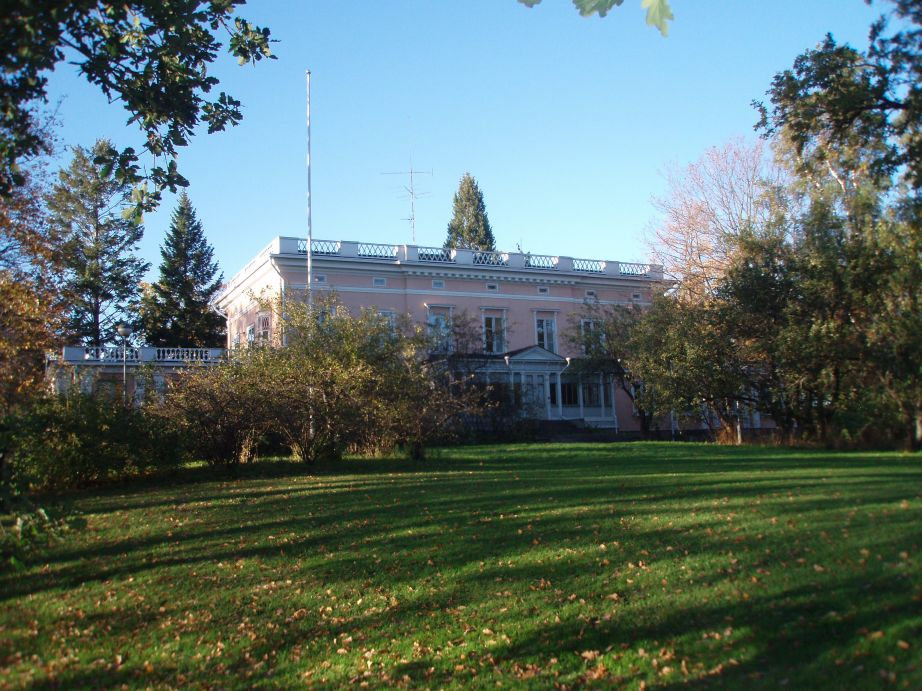
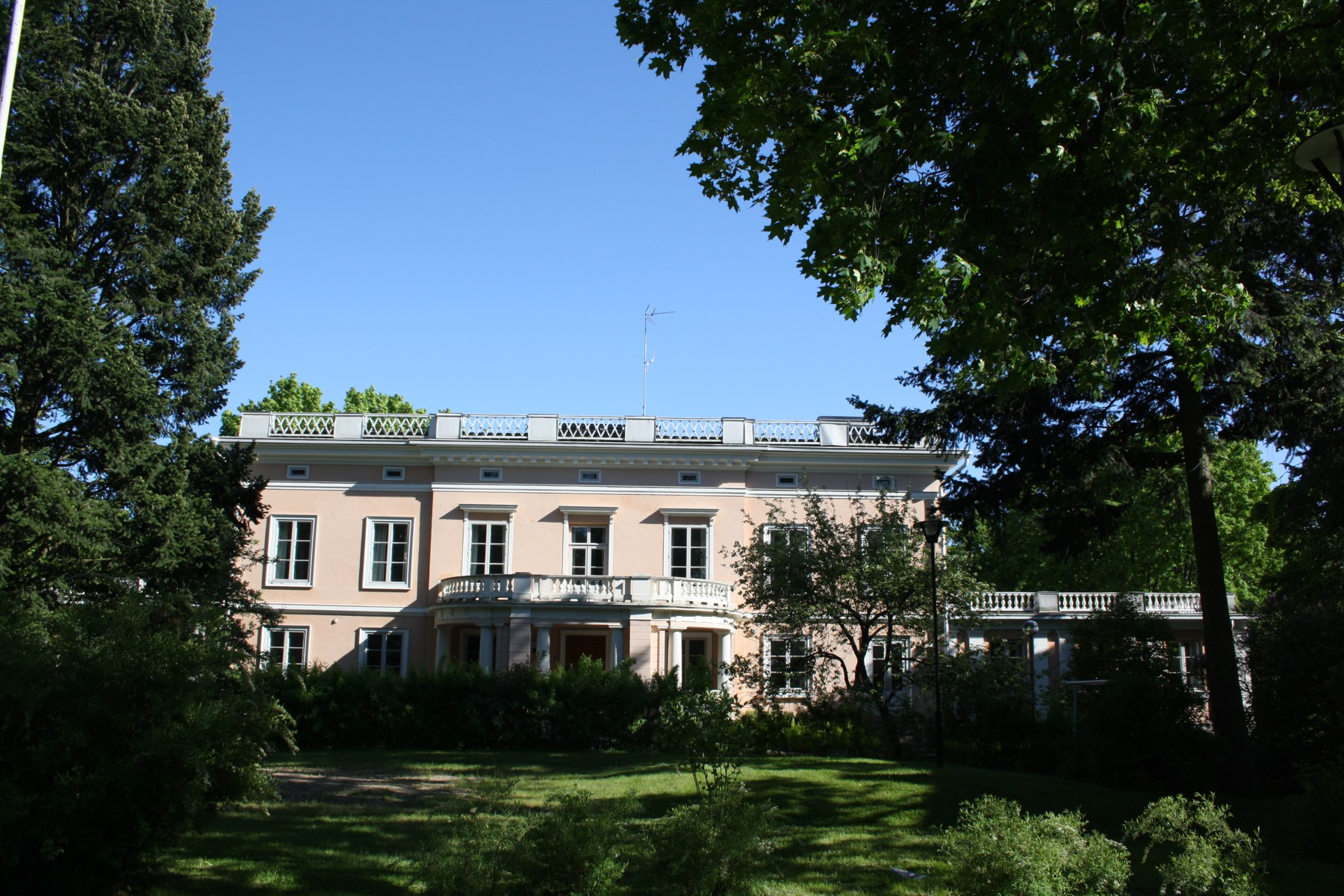